# Молекулярная орбиталь
Молекулярная орбиталь — математическая функция, описывающая волновое поведение одного электрона в молекуле. Эта функция может использоваться для расчета химических и физических свойств, таких как вероятность нахождения электрона в любой конкретной области. Термины атомная орбиталь и молекулярная орбиталь были введены Робертом С. Малликеном в 1932 году для обозначения волновых функций одноэлектронной орбитали.
Обычно волновая функция молекулы ищется в виде детерминанта Слэйтера, образованного из молекулярных орбиталей с неизвестными коэффициентами. Коэффициенты находятся из решения уравнения Шрёдингера одним из методов квантовой механики, например вариационным методом, одним из которых является метод Хартри — Фока.
Одноэлектронная волновая функция описывает движение электрона в эффективном поле ядер и других электронов молекулы как целого. Такая орбиталь простирается на всю молекулу или на много атомов в молекуле и представляется как комбинация атомных орбиталей. Графически дается контурной диаграммой, на которой волновая функция имеет определённое значение, или указанием области пространства с фиксированной высокой вероятностью нахождения электрона, занимающего эту орбиталь, с указанием знака (+ или -) волновой функции в каждой части этой области.

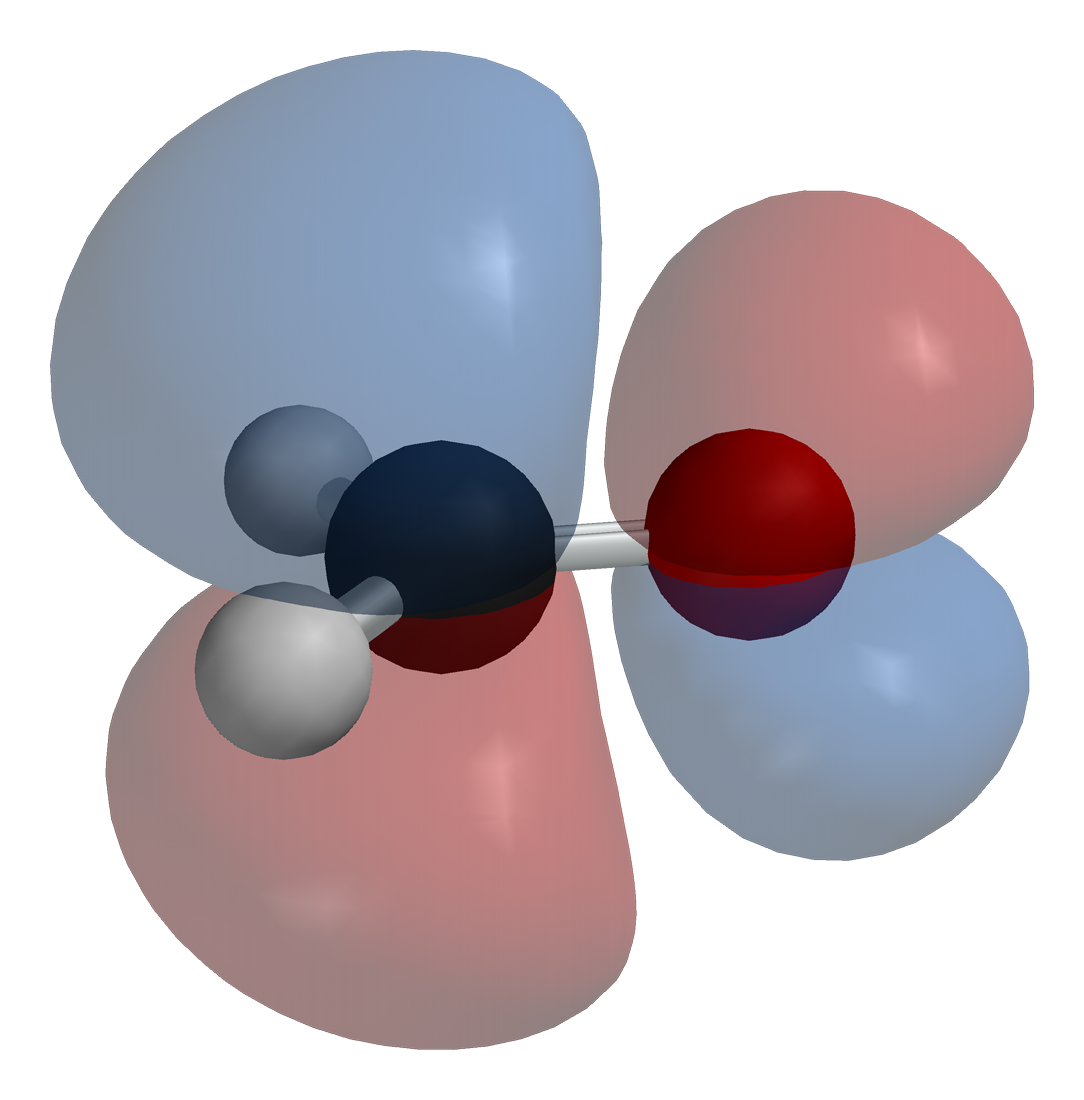
Одна из молекулярных орбиталей (LUMO) формальдегида

## Симметрия МО
Молекулярные орбитали (МО) {\displaystyle \phi _{i}} строятся в виде разложения по nb базисным функциям {\displaystyle \phi _{\mu }} (атомным орбиталям (АО)):
{\displaystyle \phi _{i}=\sum _{\mu =1}^{nb}C_{\mu i}\phi _{\mu }.}
Энергии МО ({\displaystyle \epsilon _{1},\epsilon _{2},...,\epsilon _{n}}) и коэффициенты {\displaystyle \{C_{\mu i}\}} находят путем решения системы уравнений Рутана:
{\displaystyle \sum _{v=1}^{nb}(F_{\mu v}-\epsilon _{i}S_{\mu v})\cdot C_{vi}=0(\mu =1,2,...,nb).}
Здесь {\displaystyle S_{\mu v}} — интегралы перекрывания:
{\displaystyle S_{\mu v}\equiv \int \phi _{\mu }^{*}\phi _{v}dV,}
а {\displaystyle F_{\mu v}} — матричные элементы оператора Фока ({\displaystyle {\hat {F}}}):
{\displaystyle F_{\mu v}\equiv \int \phi _{\mu }^{*}{\hat {F}}\phi _{v}dV.}
Метод Хартри1-Фока2-Рутана3 (ХФ или HF) основан на вариационном принципе, применение которого к данной задаче состоит в нахождении набора коэффициентов {\displaystyle \{C_{\mu i}\}}, минимизирующих энергию многоэлектронной системы.
Полная волновая функция строится путем распределения ne электронов по nb молекулярным орбиталям (МО) ({\displaystyle nb\geq ne/2}) в соответствии с «принципом заполнения»: МО {\displaystyle \phi _{i}} упорядочены по возрастанию энергии {\displaystyle \epsilon _{i}} и заселяются в этой последовательности, при этом соблюдается принцип Паули4, согласно которому реализуются только те состояния, которые описываются волновыми функциями, антисимметричными по отношению к перестановке электронов. И в атоме, и в молекуле каждый способ расселения электронов по орбиталям соответствует электронной конфигурации. Чтобы задать электронную конфигурацию, требуется перечислить орбитали и указать число заполнения (количество электронов) в каждой. Например, для атома азота электронная конфигурация основного состояния 1s22s22p3. В приближении HF волновая функция {\displaystyle \Psi } соответствует единственной конфигурации.
1Douglas Rayner Hartree (1897—1958) — английский математик и физик, специализировавшийся в области численного анализа. Под влиянием визита в Кембридж Нильса Бора в 1921 г. занялся применением этих методов к решению дифференциальных уравнений для расчета волновых функций атома и в 1927 предложил процедуру, которая известна как метод самосогласованного поля.
2 Владимир Александрович Фок (1898—1974) — советский физик, работавший в Ленинградском университете. Помимо фундаментальных работ по квантовой механике, известен также исследованиями в области механики, теоретической оптики, теории гравитации, физики сплошных сред. В 1930 г. одновременно со Слэтером показал, что метод Хартри не обеспечивает антисимметрии волновой функции и предложил для реализации вариационного принципа использовать волновую функцию, представленную детерминантом Слэтера. Метод Хартри-Фока лежит в основе современной вычислительной квантовой химии.
3 Clemens C.J. Roothaan родился в 1918 г. в Неймегене в Нидерландах. В 1946 г. уехал в США, под руководством Р. Малликена занимался полуэмпирической теорией МО. В 1951 г. предложил решение уравнений Хартри-Фока для молекул, используя в качестве базисных функций молекулярные орбитали в форме ЛКАО. Уравнения Рутана положили начало широкому распространению неэмпирических или ab initio ("из первых принципов") расчетов молекулярных систем. Аналогичные уравнения в 1950 г. предложил George Garfield Hall, который основное внимание уделил частному случаю nb=ne.
4 Wolfgang Pauli (1900—1958) — австрийско-швейцарский физик-теоретик, один из основоположников квантовой механики. Получил нобелевскую премию по физике в 1945 г. В 1924 г. ввел в квантовую механику новую величину, названную Д. Уленбеком и С. Гудсмитом спином электрона. В 1930 г. предсказал нейтрино. Сформулировал принцип запрета Паули — закон, согласно которому никакие два электрона в системе не могут иметь одинаковые наборы квантовых чисел.

###### Пример 1. Матричные элементы оператора Фока и уравнения Рутана для молекулы аммиака.
В качестве базисных функций {\displaystyle \phi _{\mu }} будем рассматривать симметризованные орбитали.
Строим симметризованные комбинации из s-орбиталей атомов водорода. Атомные орбитали (АО) {\displaystyle s} и {\displaystyle p_{z}} атома азота относятся к неприводимым представлениям (НП) {\displaystyle a_{1}}, две орбитали, {\displaystyle p_{x}}и {\displaystyle p_{y}}образуют базис двумерного НП e.
|    | E  | {\displaystyle C_{3}} | {\displaystyle C_{3^{2}}} | {\displaystyle \sigma _{v}^{(1)}} | {\displaystyle \sigma _{v}^{(2)}} | {\displaystyle \sigma _{v}^{(3)}} |
| -- | -- | --------------------- | ------------------------- | --------------------------------- | --------------------------------- | --------------------------------- |
| h1 | h1 | h2                    | h3                        | h1                                | h3                                | h2                                |
| h2 | h2 | h3                    | h1                        | h3                                | h2                                | h1                                |

Получаем три функции:
{\displaystyle f_{1}\equiv f^{(a1)}={\frac {1}{\sqrt {3}}}(h1+h2+h3)}
{\displaystyle f_{2}\equiv f^{(e)}{\frac {1}{\sqrt {6}}}(2h1-h2-h3)}
{\displaystyle f_{3}\equiv f^{(e)}={\frac {1}{\sqrt {6}}}(2h2-h3-h1)}
Нетрудно показать, что функции {\displaystyle f_{2}} и {\displaystyle f_{3}} не ортогональны. Ортогональную к {\displaystyle f_{2}} базисную функцию НП е можно записать в виде: {\displaystyle f_{2}} и {\displaystyle f_{3}}: {\displaystyle f'_{3}=f3+af_{2}}. Чтобы определить коэффициент {\displaystyle a}, рассмотрим интеграл
{\displaystyle \int f_{2}f'_{3}dV=\int f_{2}(f_{3}+af_{2})dV=\int f_{2}f_{3}dV+a\underbrace {\int f_{2}f_{2}dV} _{=1}=0.}
Отсюда:
{\displaystyle a=-\int f_{2}f_{3}dV=-{\frac {1}{6}}\int (2h1-h2-h3)(2h2-h3-h1)dV=-{\frac {1}{6}}(-2-2+1)={\frac {1}{2}}}
и
{\displaystyle f'_{3}={\frac {1}{\sqrt {6}}}(2h2-h3-h1)+{\frac {1}{2}}\cdot {\frac {1}{\sqrt {6}}}(2h1-h2-h3)=}
{\displaystyle ={\frac {1}{2}}\cdot {\frac {1}{\sqrt {6}}}(4h2-h2-2h3-h3-2h1+2h1)={\frac {3}{2{\sqrt {6}}}}(h2-h3).}
Нормируя эту функцию, получаем
{\displaystyle f'_{3}={\frac {1}{\sqrt {2}}}(h2-h3).}
В итоге таблица симметризованных орбиталей молекулы аммиака имеет вид:
| {\displaystyle a_{1}} | s, {\displaystyle p_{z}}                    | {\displaystyle {\frac {1}{\sqrt {3}}}(h1+h2+h3)}                                                |
| --------------------- | ------------------------------------------- | ----------------------------------------------------------------------------------------------- |
| e                     | {\displaystyle p_{x}} {\displaystyle p_{y}} | {\displaystyle {\frac {1}{\sqrt {6}}}(2h1-h2-h3)} {\displaystyle {\frac {1}{\sqrt {2}}}(h2-h3)} |

Но в наш набор не будет включена АО 1s атома азота, то есть используем так называемое «валентное приближение», характерное для полуэмпирических методов расчета.
Согласно теореме Вигнера-Эккарта, матрица оператора Фока (фокиан) будет иметь блочно-диагональный вид ({\displaystyle F_{v\mu }=F_{\mu v}}):
|   |                       | 1                      | 2                      | 3                      | 4                      | 5                      | 6                      | 7                      |
| - | --------------------- | ---------------------- | ---------------------- | ---------------------- | ---------------------- | ---------------------- | ---------------------- | ---------------------- |
|   |                       | s                      | {\displaystyle p_{z}}  | f1                     | {\displaystyle p_{x}}  | f2                     | {\displaystyle p_{y}}  | f3                     |
| 1 | s                     | {\displaystyle F_{11}} | {\displaystyle F_{12}} | {\displaystyle F_{13}} | 0                      | 0                      | 0                      | 0                      |
| 2 | {\displaystyle p_{z}} | {\displaystyle F_{21}} | {\displaystyle F_{22}} | {\displaystyle F_{23}} | 0                      | 0                      | 0                      | 0                      |
| 3 | f1                    | {\displaystyle F_{31}} | {\displaystyle F_{32}} | {\displaystyle F_{33}} | 0                      | 0                      | 0                      | 0                      |
| 4 | {\displaystyle p_{x}} | 0                      | 0                      | 0                      | {\displaystyle F_{44}} | {\displaystyle F_{45}} | 0                      | 0                      |
| 5 | f2                    | 0                      | 0                      | 0                      | {\displaystyle F_{54}} | {\displaystyle F_{55}} | 0                      | 0                      |
| 6 | {\displaystyle p_{y}} | 0                      | 0                      | 0                      | 0                      | 0                      | {\displaystyle F_{66}} | {\displaystyle F_{67}} |
| 7 | f3                    | 0                      | 0                      | 0                      | 0                      | 0                      | {\displaystyle F_{76}} | {\displaystyle F_{77}} |

Аналогичную структуру имеет и матрица интегралов перекрывания ({\displaystyle S_{\mu v}}). Поэтому уравнение Рутана для {\displaystyle \mu =1} имеет вид ({\displaystyle S_{\mu \mu }=1}):
{\displaystyle (F_{11}-\epsilon )\cdot C_{1}+(F_{12}-\epsilon \cdot S_{12})\cdot C_{2}+(F_{13}-\epsilon \cdot S_{13})\cdot C_{3}+(0-\epsilon \cdot 0)\cdot C_{4}+}
{\displaystyle +(0-\epsilon \cdot 0)\cdot C_{5}+(0-\epsilon \cdot 0)\cdot C_{6}+(0-\epsilon \cdot 0)\cdot C_{7}=(F_{11}-\epsilon )\cdot C_{1}+}
{\displaystyle +(F_{12}-\epsilon \cdot S_{12})\cdot C_{2}+(F_{13}-\epsilon \cdot S_{13})\cdot C_{3}=0,}
для {\displaystyle \mu =2} и {\displaystyle \mu =3}:
{\displaystyle (F_{21}-\epsilon \cdot S_{21})\cdot C_{1}+(F_{22}-\epsilon )\cdot C_{2}+(F_{23}-\epsilon \cdot S_{23})\cdot C_{3}=0,}
{\displaystyle (F_{31}-\epsilon \cdot S_{31})\cdot C_{1}+(F_{32}-\epsilon \cdot S_{32})\cdot C_{2}+(F_{33}-\epsilon )\cdot C_{3}=0,}
для {\displaystyle \mu =4} и {\displaystyle \mu =5}:
{\displaystyle (F_{44}-\epsilon )\cdot C_{4}+(F_{45}-\epsilon \cdot S_{45})\cdot C_{5}=0,}
{\displaystyle (F_{54}-\epsilon \cdot S_{54})\cdot C_{4}+(F_{55}-\epsilon )\cdot C_{5}=0,}
для {\displaystyle \mu =6} и {\displaystyle \mu =7}:
{\displaystyle (F_{66}-\epsilon )\cdot C_{6}+(F_{67}-\epsilon \cdot S_{67})\cdot C_{7}=0,}
{\displaystyle (F_{76}-\epsilon \cdot S_{76})\cdot C_{6}+(F_{77}-\epsilon )\cdot C_{7}=0.}
Приведенные выше уравнения могут быть решены отдельно для блоков, построенных в базисе орбиталей {\displaystyle s,p_{z},f_{1}} и в базисе орбиталей {\displaystyle p_{y}} и {\displaystyle f_{3}}. Три молекулярные орбитали первого блока (с энергиями {\displaystyle \epsilon _{1}(a_{1}),\epsilon _{2}(a_{1}),\epsilon _{3}(a_{1})}) могут включать только {\displaystyle s,p_{z},f_{1}}, преобразующиеся по НП {\displaystyle a_{1}}, две МО второго блока с энергиями {\displaystyle \epsilon _{1}(e_{x}),\epsilon _{2}(e_{x})} — только {\displaystyle p_{x}} и {\displaystyle f_{2}}, преобразующиеся по первой строке НП е, две МО третьего блока с энергиями {\displaystyle \epsilon _{1}(e_{y}),\epsilon _{2}(e_{y})} — только {\displaystyle p_{y}} и {\displaystyle f_{3}}, преобразующиеся по второй строке НП е. Из этого следует, что соответствующую симметрию имеют и МО {\displaystyle \phi _{i}.}
Таким образом, молекулярные орбитали можно классифицировать по симметрии.
Согласное теореме Вигнера-Эккарта: {\displaystyle F_{44}=F_{66},F_{45}=F_{67},F_{55}=F_{77}} (и то же самое для {\displaystyle S_{\mu v}}), поэтому {\displaystyle \epsilon _{1}(e_{x})=\epsilon _{1}(e)} и {\displaystyle \epsilon _{2}(e_{x})=\epsilon _{2}(e_{y})=\epsilon _{2}(e),} это же относится и к коэффициентам {\displaystyle \{C_{\mu i}\}.} В результате два блока симметрии «е» дают две МО с энергиями {\displaystyle \epsilon (1e)} и две МО с энергиями {\displaystyle \epsilon (2e)}: одну и ту же энергию имеют пары МО, преобразующиеся по разным строкам одного и того же НП, в итоге каждое состояние вырождено столько раз, какова размерность НП, по которому преобразуются описывающие его функции.

#### Пример 2. Анализ молекулярных орбиталей молекулы воды.
Для анализа симметрии МО на основании результатов квантовохимического расчета необходимо:
1. определить точечную группу молекулы
2. проверить, какая система координат использована в расчете и совпадают ли элементы симметрии с приведенными в таблице характеров
3. если заранее подготовлена таблица симметризованных орбиталей, полезно ею воспользоваться.

- Декартовы координаты атомов позволяют определить структуру молекулы и её ориентацию в пространстве.
- Точечная группа молекулы — {\displaystyle C_{2v}}
- Полуэмпирический расчет выполнен в валентном приближении, учитывается восемь электронов (ne=8): шесть электронов атома О и по одному электрону от двух атомов Н. Следовательно, четыре МО из шести заняты.

Декартовы координаты атомов Å
|   |   | x  | y     | z    |
| - | - | -- | ----- | ---- |
| 1 | O | 0. | 0.    | 0.   |
| 2 | H | 0. | 0.76  | 0.59 |
| 3 | H | 0. | -0.76 | 0.59 |

Матрица коэффициентов разложения МО по АО {\displaystyle \{C_{\mu i}\}} для молекулы воды, полученная полуэмпирическим методом РМЗ, имеет вид:
|   |   |                                                                                         | {\displaystyle \phi _{1}} | {\displaystyle \phi _{2}} | {\displaystyle \phi _{3}} | {\displaystyle \phi _{4}} | {\displaystyle \phi _{5}} | {\displaystyle \phi _{6}} |
| - | - | --------------------------------------------------------------------------------------- | ------------------------- | ------------------------- | ------------------------- | ------------------------- | ------------------------- | ------------------------- |
| 1 | O | {\displaystyle 2s} {\displaystyle 2p_{x}} {\displaystyle 2p_{y}} {\displaystyle 2p_{z}} | 0.878 0. −0.108           | 0. 0. 0.770 0.            | 0.339 0. 0.826            | 0. 1.000 0.               | 0.336 0. −0.552           | 0. 0. 0.638 0.            |
| 2 | H | 1s                                                                                      | 0.329                     | 0.451                     | -0.317                    | 0.                        | 0.539                     | -0.545                    |
| 3 | H | 1s                                                                                      | 0.329                     | -0.451                    | -0.317                    | 0.                        | 0.539                     | 0.545                     |

Чтобы определить симметрию каждой МО, необходимо проанализировать коэффициенты {\displaystyle \{C_{\mu i}\}}. Так как в одну и ту же МО не могут входить атомные или симметризованные орбитали, преобразующиеся по разным НП (неприводимым представлениям) группы, для определения симметрии МО достаточно рассмотреть лишь некоторые наиболее характерные вклады:
- В молекулярную орбиталь {\displaystyle \phi _{1}} с ненулевыми коэффициентами входят только полносимметричные АО (атомные орбитали):{\displaystyle 2s(O)(C_{11}=0.878),2pz(O)} и полносимметричная комбинация {\displaystyle 1s(H1)+1s(H2),} из этого следует, что МО {\displaystyle \phi _{1}} имеет симметрию {\displaystyle a_{1}}.
- МО {\displaystyle \phi _{2}} имеет симметрию {\displaystyle b_{2}}, поскольку она построена из АО {\displaystyle 2p_{y}(O)} и симметризованой орбитали вида {\displaystyle 1s(H1)\quad -\quad 1s(H2),} преобразующихся по НП {\displaystyle b_{2}}.
- МО {\displaystyle \phi _{3}} имеет симметрию {\displaystyle a_{1}}, поскольку, как и {\displaystyle \phi _{1}}, она является линейной комбинацией орбиталей, преобразующихся по этому НП. Так как это уже вторая МО симметрии {\displaystyle a_{1}}, ей присваивается номер 2: «2{\displaystyle a_{1}}» в отличие от МО {\displaystyle \phi _{1}} «1{\displaystyle a_{1}}».
- HOMO {\displaystyle \phi _{4}} состоит из {\displaystyle p_{X}} АО атома О и имеет симметрию {\displaystyle b_{1}}.
- LUMO {\displaystyle \phi _{5}} включает АО 2s(O), этого достаточно, чтобы приписать ей симметрию {\displaystyle a_{1}}; это третья полносимметричная МО.
- МО {\displaystyle \phi _{6}}с большим вкладом АО {\displaystyle 2p_{y}(O)} имеет симметрию {\displaystyle b_{2}}.

Таким образом, согласно результатам данного расчета, молекула воды в основном состоянии имеет электронную конфигурацию {\displaystyle (1a_{1})^{2}(1b_{2})^{2}(2a_{1})^{2}(1b_{1})^{2}(3a_{1})^{0}(2b_{2})^{0}}.

## ВЗМО и НВМО

Схематическое изображение ВЗМО и НВМО. Электроны представлены в виде кружков. При поглощении электроном достаточной порции энергии, он переходит (поднимается) из ВЗМО на НВМО.

В основном состоянии молекулы её электроны заполняют все орбитали с наименьшими энергиями. Орбиталь, которая среди заполненных в основном состоянии имеет наибольшую энергию, обычно обозначается аббревиатурой ВЗМО (высшая занятая молекулярная орбиталь) или, чаще, английской аббревиатурой HOMO (highest occupied molecular orbital).
Следующая по энергии орбиталь называется НВМО (низшая вакантная молекулярная орбиталь) или LUMO (lowest unoccupied molecular orbital — низшая незаполненная молекулярная орбиталь). НВМО — полностью или частично вакантная молекулярная орбиталь, которая из всех заселённых орбиталей химической частицы имеет наименьшую энергию. Её энергия получается расчётом методом молекулярных орбиталей и представляет сродство к электрону данной молекулярной частицы, а также может характеризовать реактивность такой частицы как электрофила.
Локализованной называется молекулярная орбиталь, простирающаяся не на всю молекулу, а только на определённый её фрагмент, и пространственно выделенная среди других орбиталей. Например, локализована молекулярная орбиталь типа σ, приближенно описывающая связи C-H в метане.